# José Alumni
José Alumni (Cortona, Italia, 17 de febrero de 1907 - Buenos Aires, 17 de agosto de 1963) fue un sacerdote católico argentino de origen italiano, que ejerció como vicario de la Diócesis de Resistencia y se distinguió como historiador y arqueólogo.

## Biografía
Siendo niño y junto a sus padres, se radicó en la provincia de Entre Ríos, Argentina. Cursó estudios eclesiásticos en la ciudad de Paraná y se ordenó sacerdote en noviembre de 1931. Durante algunos años enseñó en el seminario de Paraná y fue capellán del Buen Pastor, una cárcel de mujeres.
En 1937 acompañó como secretario al obispo Nicolás De Carlo cuando este viajó a tomar posesión de la diócesis de Resistencia, en el Territorio Nacional del Chaco. Al año siguiente fundó el Asilo de Niñas y Colegio Itatí en esa ciudad. Llevó adelante múltiples iniciativas culturales, tales como participar en la primera Exposición del Territorio Nacional del Chaco en la Capital Federal, en las actividades por la Semana Nacional del Algodón de 1944, la participación en la Peña Martín Fierro para dar impulso al folclore en esa provincia, entre otras.
Tras el descubrimiento de las ruinas de la ciudad colonial de Concepción del Bermejo, dedicó muchos viajes y años de trabajo a la excavación arqueológica de los restos y el estudio de fuentes documentales. En 1946 localizó los restos de la Misión de La Cangayé, que había sido fundada por el gobernador Gabino Arias en 1781. Entre 1954 y 1956 fue director del Archivo Histórico de la provincia del Chaco, actual Archivo Histórico "Monseñor José Alumni". Escribió abundantes artículos y libros sobre la historia del Chaco, participó en programas radiales y televisivos, y dictó conferencias. Formó parte de la Comisión Provincial de Monumentos y Lugares Históricos del Chaco y de la Junta de Estudios Históricos y Geográficos de Corrientes, y fue miembro correspondiente de la Academia Nacional de la Historia.
Fue cura de la Parroquia de San Javier, en Resistencia, y por poco tiempo fue párroco de la Catedral. Ejerció también como vicario capitular de la diócesis, y en tal carácter fundó varias parroquias y capillas. En 1949, fue nombrado Protonotario Apostólico por el Papa Pío XII.
En 1959 fue trasladado a Buenos Aires, donde dirigió el diario católico El Pueblo, fue catedrático de Historia de la Iglesia de la Diócesis de Mar del Plata. Acompañó a monseñor Antonio Caggiano al Concilio Vaticano II, y relató para las radios argentinas la ceremonia de inauguración del mismo.
Con su salud deteriorada, fue intervenido quirúrgicamente en España, pero a su regreso a la Argentina fue internado en un sanatorio del que no volvería a salir. Falleció el 17 de agosto de 1963 en Buenos Aires.
Llevan su nombre varias calles en la provincia del Chaco, una escuela y una biblioteca, y el Archivo Histórico de la Provincia del Chaco.

## Obra Escrita
- San Fernando del Río Negro (1942)
- Nuestra Señora de los Dolores y Santiago de Mocoví La Cangayé (1948)
- Homenaje al 2º centenario de la fundación de la reducción de Abipones (1950)
- El Chaco - Figuras y hechos de su pasado (1951)
- La ciudad de Resistencia; apuntes históricos (1958)